# Apostol
Izraz apóstol v krščanstvu pomeni učence Jezusa Kristusa oziroma oznanjevalce njegovega verskega nauka. Beseda izvira iz grščine: starogrško απόστολος [apostolos] = odposlanec.
Apostoli v ožjem pomenu besede so dvanajsteri učenci, ki jih je Jezus posebej izbral. Apostoli v širšem pomenu so tudi drugi zelo zavzeti in dejavni oznanjevalci krščanstva.

## Seznam dvanajstih apostolov
Seznam se nanaša na Markov in Matejev evangelij. Po Lukovem evangeliju Tadeja nadomešča Juda, Jakobov sin.
- Simon - Jezus ga je poimenoval Peter; iz grške besede petros, ki pomeni skala, izvirno aramejsko Kefa
- Jakob Veliki - Zebedejev sin
- Janez - Jakobov brat; Jezus ju je imenoval Boanergés, to je Sinova groma
- Andrej - Simonov brat
- Filip
- Bartolomej - tudi Natanael, danes bolj znan kot sveti Jernej
- Matej - tudi Levi, Alfejev sin
- Tomaž
- Jakob Mlajši - Alfejev sin
- Juda Tadej
- Simon Gorečnik
- Juda Iškarijot - odpadnik, izdajalec Jezusa
- Sveti Matija - naslednik Jude Iškarijota

## Apostoli v širšem pomenu
Izraz apostol sprva ni bil pridržan le za dvanajstere: apostoli so bili vsi kristjani, ki so sodelovali pri misijonskem delu. V širšem pomenu naziv označuje osebo, ki goreče oznanja krščansko vero, posebno v povezavi z določeno skupino ljudi ali narodom.
Tako svetega Pavla imenujemo apostol, čeprav ni bil eden izmed dvanajsterih. Svoje apostolstvo je izkazal z gorečim oznanjevanjem evangelija zlasti med pogani (nejudi), zato mu pravimo tudi apostol poganov.
Drugi krščanski oznanjevalci, ki s svojo gorečnostjo zaslužijo ime apostoli so:
- sveti Irenej Lyonski (2.stol.), apostol Galije
- sveti Dionizij (3. stol.), apostol Frankov
- sveti Gregor Tavmaturg (3./4. stol.), apostol Armencev
- sveti Martin iz Toursa (4. stol.), apostol Galije
- sveti Patrik (5. stol.), apostol Irske
- sveti Ninian (5. stol.), apostol Piktov
- sveti Kolumba (6. stol), apostol Škotske (ne gre ga zamešati s sv. Kolumbanom!)
- sveti Avguštin Canterburyjski (6. stol.), apostol Anglije
- sveti Modest (8. stol.), apostol Koroške
- sveti Bonifacij (8. stol.), apostol Germanov
- sveti Ansgar (Oskar)  (9. stol.), apostol Skandinavije
- sveti Ciril in Metod (9. stol.), apostola Slovanov
- sveti Frančišek Ksaver (16. stol.), apostol Daljnega vzhoda

V začetku izraz apostol ni bil omejen samo na moške: obstajale so tudi ženske - apostolke. Že Pavel v pismu Rimljanom omenja apostolko Junijo:

Pozdravite Andrónika in Junijo, moja rojaka in sojetnika, odlična apostola, ki sta bila že pred mano v Kristusu. 
(Rim 16,7 - Slovenski standardni prevod - Biblija.net)

Ta odlomek je v številnih izdajah Svetega pisma spremenjen tako, da je Junija postala moški - Junij (npr. v »Ekumenski izdaji« Svetega pisma).
V pravoslavju je znanih tudi 70 apostolov, ki jih vodi sveti Jakob Gospodov brat, med njimi pa so še evangelist Marko, evangelist Luka in druge pomembne osebnosti iz začetkov krščanstva.  V katolištvu se za te osebe po navadi uporablja splošnejši izraz »učenci«.